# Стробель
Стробель (исп. Lago Strobel) — озеро в Аргентине, располагается на территории департамента Рио-Чико провинции Санта-Крус. Площадь поверхности озера равна 97,6 км², периметр озера — 47,4 км. Расположено на высоте 715 метров над уровнем моря на миоценовом базальтовом плато. По всему периметру озера проходит полоса карбонатовых отложений, свидетельствующих о падении уровня воды с момента возникновения озера на 22,5 метра.
Питается водами реки Рио-Барранкосо, стекающей с плато Муэрте. Служит местом разведения микижи. Водная растительность представлена преимущественно урутью повейниковидной. На акватории преобладают птицы видов чубатая поганка, серебристая поганка, чилийский фламинго, хохлатая утка, Tachyeres patachonicus, черношейный лебедь, роскошная свиязь, южноамериканская широконоска.
В окрестностях озера обнаружены древние наскальные рисунки. В отличие от соседнего озера Кардьель, на берегах которого люди жили постоянно, берега Стробеля были местом их сезонного проживания.